# Broš iz Tare
Broš iz Tare je keltski broš iz oko 700. godine. Smatra se najraskošnijim brošem u Irskoj.
Broš je pronađen u kolovozu 1850. u Bettystownu, oko 50 km sjeverno od Dublina. Ubrzo je postao cijenjen, kao jedno od najvažnijih djela ranokršćanske irske umjetnosti. Izložen je u Zemaljskom muzeju Irske u Dublinu.
Broš prikazuje zamršeni apstraktni ukras, koji ima pleter na obje strane. Izrađen je u dijelovima, koji su na kraju spojeni.
Dizajn, tehnika izrade te metali od kojih je napravljen (zlato, srebro, bakar i staklo) visoke su kvalitete i primjer razvijenoga zlatarstva u Irskoj u 7. stoljeću. Poput većine broševa toga razdoblja, sadrži i kršćanske i poganske vjerske motive. Bio je vlasništvo bogataša i pokazivao je njegov status.  
Broš je dobio ime po brdu Tara, ali nema veze s njime. Dobio je takvo ime, da mu poraste ugled, jer je brdo Tara povezano s irskim kraljevima.